# The Alamo (2004)

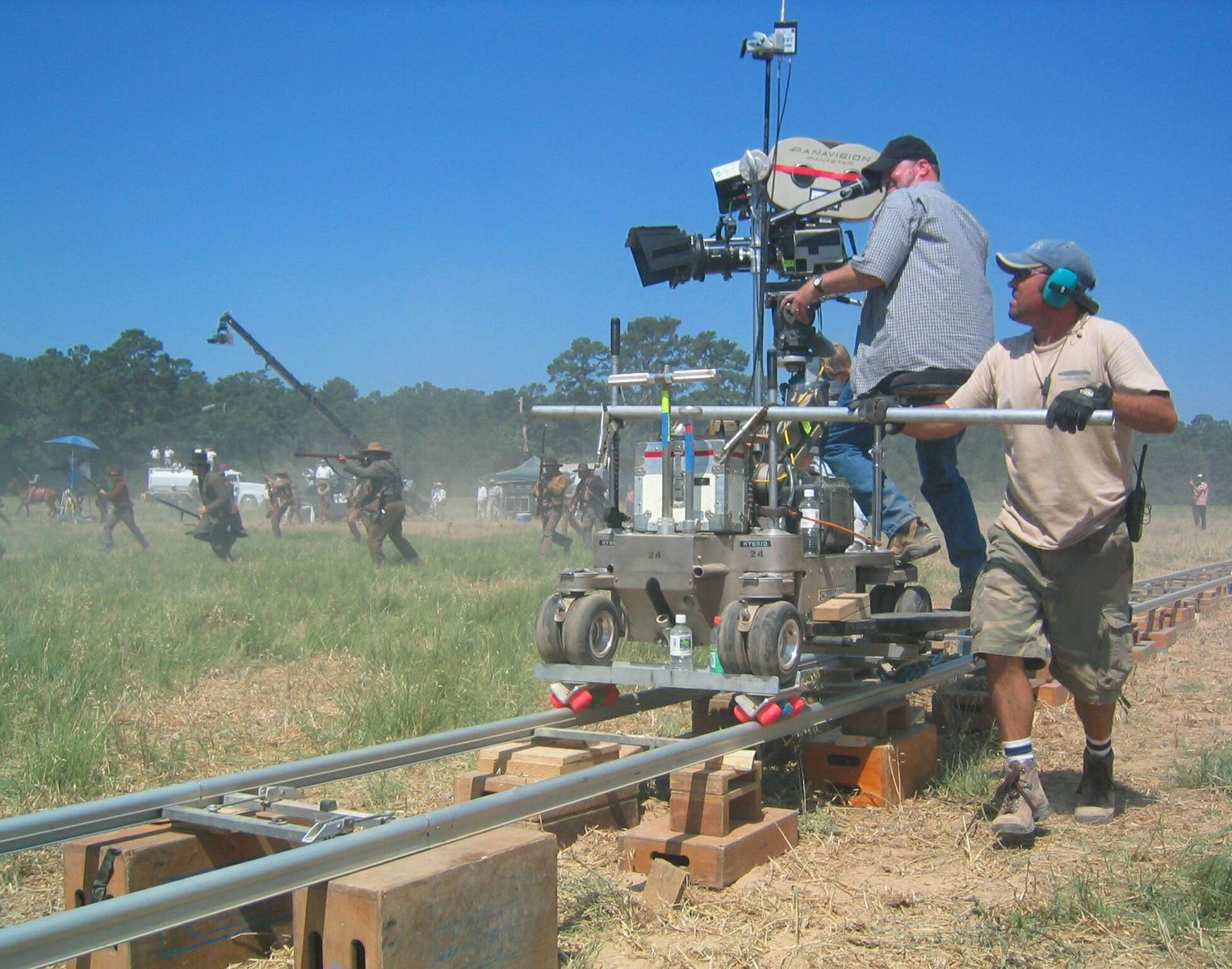
Membros da equipe filmando The Alamo (2004)

The Alamo (bra: O Álamo) é um filme estadunidense de 2004, estrelando Billy Bob Thornton, Dennis Quaid e Jason Patric. Aborda a Batalha do Álamo durante a Revolução do Texas. O roteiro é creditado a Hancock, John Sayles, Stephen Gaghan, e Leslie Bohem. Há também uma produção de 1960, dirigida e estrelada por John Wayne. Em contraste com o filme da década de 1960, as tentativas para representar os pontos de vista políticos de ambos os lados do México e do Texas; Santa Anna é um personagem mais proeminente. O filme recebeu críticas mistas com opiniões negativas por críticos.[carece de fontes?]